# Biomacromolecules
Biomacromolecules is een wetenschappelijk tijdschrift met peer review, dat wordt uitgegeven door de American Chemical Society. De naam wordt niet afgekort. Het tijdschrift focust op onderzoek naar interactie van macromoleculen met biologische systemen, alsook op onderzoek naar biokatalyse, synthese van biologische macromoleculen, biologisch afbreekbare polymeren, biomimetiek en metabole processen.
Biomacromolecules werd opgericht in 2000. In 2017 bedroeg de impactfactor van het tijdschrift 5,738.